# Mirella Latorre
Mirella Latorre Blanco (26 de marzo de 1919-Santiago, 10 de junio de 2010) fue una actriz chilena de radio y televisión. 

## Primeros años de vida
Fue hija de Mariano Latorre —famoso escritor, padre del criollismo en Chile y Premio Nacional de Literatura en 1944— y Virginia Blanco. Mirella se hizo famosa en los años 1940 gracias a los radioteatros, fama que se vio consolidada con su paso a la televisión a principios de la década de 1960.

### Matrimonios e hijos
Tuvo dos hijos con su primer marido, Juan Emilio Pacull, el fundador del Colegio de Periodistas de Chile. Su segundo esposo fue el también periodista Augusto Olivares, muerto el 11 de septiembre de 1973 en La Moneda durante el golpe de Estado en Chile de 1973 que encabezó el general Augusto Pinochet contra el presidente socialista Salvador Allende.
Como consecuencia del golpe de Estado, Mirella Latorre debió partir al exilio: viajó primero a Francia y después a Cuba, país en el que trabajó en la televisión (presentó desde 1976 hasta 1987 el programa Conversando con Mirella Latorre en el canal Tele Rebelde).
En 1991, una vez retornada la democracia, comenzó a hacer viajes a Chile, donde se reinstaló definitivamente en 1995. Los últimos seis años sufrió de demencia senil (le diagnosticaron la enfermedad en 2004); en general, gozaba de buena salud y aunque no reconocía a la gente "estaba siempre muy alegre", recordaba en 2010 su amiga y entonces directora ejecutiva de la Fundación Salvador Allende, Patricia Espejo. Falleció de un infarto a las 10:00 (hora local) en el Hospital del Salvador de Santiago de Chile a los 91 años de edad, el 10 de junio de 2010. Sus restos se encuentran, como los de su segundo marido, en el Cementerio Parque del Recuerdo.

## Trayectoria en radio
En el verano de 1936, Mirella Latorre fue descubierta por Pedro de la Barra, quien la reclutó para su taller de teatro en el Instituto Pedagógico, taller que posteriormente se convertiría en el Teatro Experimental de la Universidad de Chile.
En los años 1940 Mirella Latorre logró la fama gracias a su participación en diversos radioteatros, la mayoría coprotagonizados con el actor Emilio Gaete. Su primer trabajo en este medio lo realizó en la radio del Pacífico; posteriormente estaría en las emisoras Corporación, Minería y Cooperativa Vitalicia.
También fue conocida por interpretar a Leonora en el afamado radioteatro Adiós al Séptimo de Línea, basado en el libro del mismo nombre, escrito por Jorge Inostroza.
Su última participación pública ocurrió  en el radioteatro La epopeya final de Salvador Allende, emitido por Radio Tierra en 2003.

## Trayectoria en televisión
Mirella Latorre se desempeñó también como presentadora de programas de televisión durante los primeros años de este medio de comunicación en Chile. Ingresó a Canal 13 en 1961. A mediados de la década emigró a Canal 9, donde presentó diversos programas dedicados a las mujeres, como Mireya 14 1/4 y Mundo femenino. En 1967 retornó a Canal 13, donde actuó en Los días jóvenes, considerada la primera teleserie chilena, y presentó el programa vespertino Pasado meridiano (1968). También se convirtió en una de las primeras lectoras de noticias en Chile como conductora del informativo vespertino de Canal 13.
El 10 de abril de 1972 Mirella Latorre debutó en Televisión Nacional de Chile, en donde presentó el programa de mediodía Buenas tardes Mirella, uno de los espacios más recordados de los primeros años del canal estatal.